# In the Middle (singel Natalii Barbu)
In the Middle – singel mołdawskiej piosenkarki Natalii Barbu wydany 19 stycznia 2024 roku. Piosenka reprezentowała Mołdawię w 68. Konkursie Piosenki Eurowizji (2024). Utwór napisali Natalia Barbu i Khris Richards.
Promocja piosenki odbyła się na imprezach poprzedzających Eurowizję 2024: Pre-Party ES 2024, London Eurovision Party 2024, oraz Eurovision in Concert.

## Lista utworów
| Digital download / media strumieniowe | Digital download / media strumieniowe | Digital download / media strumieniowe |
| Nr                                    | Tytuł utworu                          | Długość                               |
| ------------------------------------- | ------------------------------------- | ------------------------------------- |
| 1.                                    | „In the Middle”                       | 2:59                                  |